# Prop
 For alternative betydninger, se Prop (flertydig). (Se også artikler, som begynder med Prop)
En prop er et beslag, der skubbes, skrues eller fikseres ind i noget - der lukker et hul. Propper sidder for enden af fx et rør, flaske eller stoleben. Proppens formål er at beskytte genstanden mod slitage, snavs eller overlast - eller hindre gennemstrømning af gas eller væske. Propper kan være beregnet på at sidde permanent i genstanden - eller midlertidigt når genstanden ikke er i brug.
Propper kan fx være lavet af metal, gummi eller plast.
Eksempler:
- i en flaske, hvorved man taler om en vinprop eller en champagneprop.
- i en håndvask eller køkkenvask sætter man en prop i vasken for at forhindre vandet i at løbe ud
- i noget, der er lavet af træ, hvor man taler om en træprop

## Utilsigtede propper
- i rør, håndvaske eller køkkenvaske kan der dannes propper som forhindrer vandet i at løbe ud eller igennem.
- i en blodåre et sted i kroppen, kan der sætte sig en prop, man taler her om en blodprop.